# Nilsson Sings Newman
| 전문가 평가                    | 전문가 평가 |
| 평가 점수                      | 평가 점수   |
| 출처                           | 점수        |
| ------------------------------ | ----------- |
| AllMusic                       | [ 2 ]       |
| Christgau's Record Guide       | B+          |
| The Essential Rock Discography | 7/10        |

《Nilsson Sings Newman》은 1970년 2월, RCA 레코드에서 발매된 미국의 싱어송라이터 해리 닐슨의 다섯 번째 스튜디오 음반이다. 랜디 뉴먼이 쓴 노래들이 특징이다. 1969년 말에 6주 이상 녹음된 이 음반은 음색과 조화의 층으로 멀티트랙된 닐슨의 목소리를 보여준다. 대부분의 악기가 피아노로 뉴먼에 의해 제공되는 등 편곡이 드문 편이다. 이 음반은 상업적으로 큰 성공을 거두지는 못했지만, 《스테레오 리뷰》 잡지로부터 1970년 "올해의 레코드" 상을 받았다. 커버 아트는 딘 토렌스에 의해 삽화가 그려졌다.

## 배경
1968년, 리키 넬슨은 그의 음악적 지평을 넓히기 위한 움직임인 그의 콘셉트 음반인 《Perspective》를 발표했다. 그 음반은 뉴먼, 닐슨 그리고 다른 사람들이 유명한 가족의 상호작용에 대한 이야기를 말하기 위해 엮은 노래들을 포함했다. 작가 케빈 코리에는 이 음반이 《Nilsson Sings Newman》에게 영감을 준 일부였을지도 모른다고 쓴다.
1969년 8월, 닐슨은 그의 네 번째 음반 《Harry》를 발표했다. 그것은 뉴먼의 노래들 중 하나인 〈Simon Smith and the Amazing Dancing Bear〉로 끝이 났다. 몇 년 후, 닐슨은 폴 졸로에게 뉴먼이 그의 노래보다 더 낫다고 생각했던 노래들을 너무 많이 쓰는 것에 경외심을 느꼈다고 말했다.

## 곡 목록
모든 곡들은 랜디 뉴먼에 의해 작사/작곡하였다.
| #  | 제목           | 재생 시간 |
| -- | -------------- | --------- |
| 1. | 〈Vine St.〉   | 2:50      |
| 2. | 〈Love Story〉 | 3:39      |
| 3. | 〈Yellow Man〉 | 2:16      |
| 4. | 〈Caroline〉   | 2:05      |
| 5. | 〈Cowboy〉     | 2:48      |

| #  | 제목                   | 재생 시간 |
| -- | ---------------------- | --------- |
| 1. | 〈The Beehive State〉  | 2:04      |
| 2. | 〈I'll Be Home〉       | 2:35      |
| 3. | 〈Living Without You〉 | 2:35      |
| 4. | 〈Dayton, Ohio 1903〉  | 1:50      |
| 5. | 〈So Long Dad〉        | 2:35      |